# Zolikouri
Die Weißweinsorte Zolikouri (georgisch ცოლიკოური) stammt aus Georgien. Heute ist sie hauptsächlich in Georgien (dort vornehmlich in der Weinbauregion Imeretien) weit verbreitet und wird auch in der Ukraine und in Bulgarien angebaut. 
Die Trauben ähneln sehr der Sorte Rkaziteli. Die spätreifende Tsolikouri – wie sie häufig geschrieben wird – erbringt jedoch feinere Weine, die über eine gute Lagerfähigkeit verfügen.
Siehe auch die Artikel Weinbau in Georgien, Weinbau in der Ukraine und Weinbau in Bulgarien sowie die Liste von Rebsorten.

## Synonyme
Die Rebsorte Zolikouri ist auch unter den Synonymen Zolikuri, Kobachidsis Zolikouri, Kokhidzis Tsolikouri, Melkos, Melkosse, Obchuri Tsolikouri, Obtchoura, Obtchouri, Obtschura, Obtschuri Zolikouri, Onchuri Tsolikouri, Obcuri Tsolikouri Melkosi, Tsolicoouri, Tsolikauri, Tsolikoouri, Tzolikoouri, Zolicouri, Zolikauri und Zolikoouri bekannt.

## Ampelographische Sortenmerkmale
In der Ampelographie wird der Habitus folgendermaßen beschrieben:
- Die großen Blätter (siehe auch den Artikel Blattform) sind dreilappig und kaum gebuchtet.
- Die Traube ist klein bis mittelgroß und geschultert Die leicht ovalen Beeren sind klein und von goldgelber Farbe.

Die Rebsorte reift ca. 30 Tage nach dem Gutedel und gilt somit im internationalen Vergleich als spät reifend.
Die Erträge der Sorte sind konstant gut. Zolikouri ist eine Varietät der Edlen Weinrebe (Vitis vinifera).